# Kamailio
Kamailio — вільний SIP проксі-сервер, маршрутизатор викликів, і сервер реєстрації користувацьких агентів, який використовується у застосуваннях Voice over Internet Protocol та миттєвих повідомленнях. Код проєкту поширюється під ліцензією GPLv2.
Раніше проєкт розвивався під назвою OpenSER, але був перейменований через конфлікт з торговою маркою SER (SIP Express Router).
Як основу Kamailio використовує базовий фреймворк проєкту SIP Router. Сервер відрізняється продуманою модульною структурою і практично необмеженими можливостями конфігурування завдяки опису конфігурації у вигляді сценаріїв на C-shell подібній мові. Для використання з Kamailio доступно приблизно 150 модулів.
Kamailio може бути сервером реєстрацій, SIP-проксі, сервером застосунків SIP; заявлена підтримка балансування навантаження, створення відмовостійких конфігурацій, робота в кластері високої доступності, створення сервера для перенаправлення запитів з вибором маршруту з найменшою вартістю. Підтримуються різні бекенди й пул з'єднань, а також одночасне використання різних типів бекенда, серед яких BerkleyDB, SQLite, MySQL, Oracle, PostgreSQL, а також noSQL СУБД Redis, Cassandra, memcached. Підтримується TCP, UDP, SCTP; TLS; IPv4, IPv6 і шлюзування IPv4->IPv6. Можливе відправлення повідомлень SMS, XMPP та інших. Обіцяють сумісність з Asterisk і Freeswitch.
Заявлені можливості масштабованості:
- може працювати на вбудованих системах з обмеженими ресурсами;
- для систем з 4GB оперативної пам'яті заявлена підтримка 300000 абонентів;
- як балансувальник навантаження в stateless-режимі здатний витримувати до 5000 з'єднань (дзвінків) в секунду.

Для управління може застосовуватися вебінтерфейс.
Сервер доступний з git, у вигляді deb/RPM-пакунків та бінарного пакунку для FreeBSD (в портах присутній як openser). Розробниками підкреслюється, що Kamailio і OpenSER збираються як різні профілі (FLAVOUR) одного і того ж проєкту.